# Mericisca gracea
Mericisca gracea là một loài bướm đêm trong họ Geometridae.